# Very Beauty
Very Beauty, stilizat VERY BEAUTY (ベリービューティー?) - (Foarte frumos) este al 13-lea single al trupei Berryz Kobo. A fost lansat pe 7 martie 2007, iar DVD-ul Single V pe 28 martie 2007. Ediția limitată A conține un DVD iar ediția limitată B conține un mini portofoliu foto.

## Track List

### CD
1. VERY BEAUTY 
2. Gaki Taishou(ガキ大将 - Ștrengar amiral) 
3. VERY BEAUTY (Instrumental) 

### Single V
1. VERY BEAUTY 
2. VERY BEAUTY (Dance Shot Ver.) 
3. Making of... (メイキング映像)

## Credite
1. VERY BEAUTY 
- Versuri: Tsunku (つんく)
- Compoziție: Tsunku(つんく)
- Aranjare: Suzuki Shunsuke (鈴木俊介)

2. Gaki Taishou (ガキ大将) 
- Versuri: Tsunku (つんく)
- Compoziție: Tsunku (つんく)
- Aranjare: Suzuki Shunsuke (鈴木俊介)